# مسیحیان ارتدکس رومی لبنانی

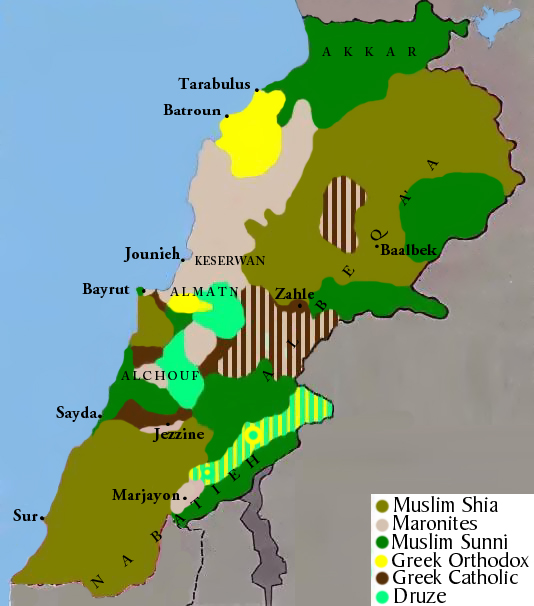
تخمینی از توزیع ناحیه ای گروه‌های مذهبی لبنان

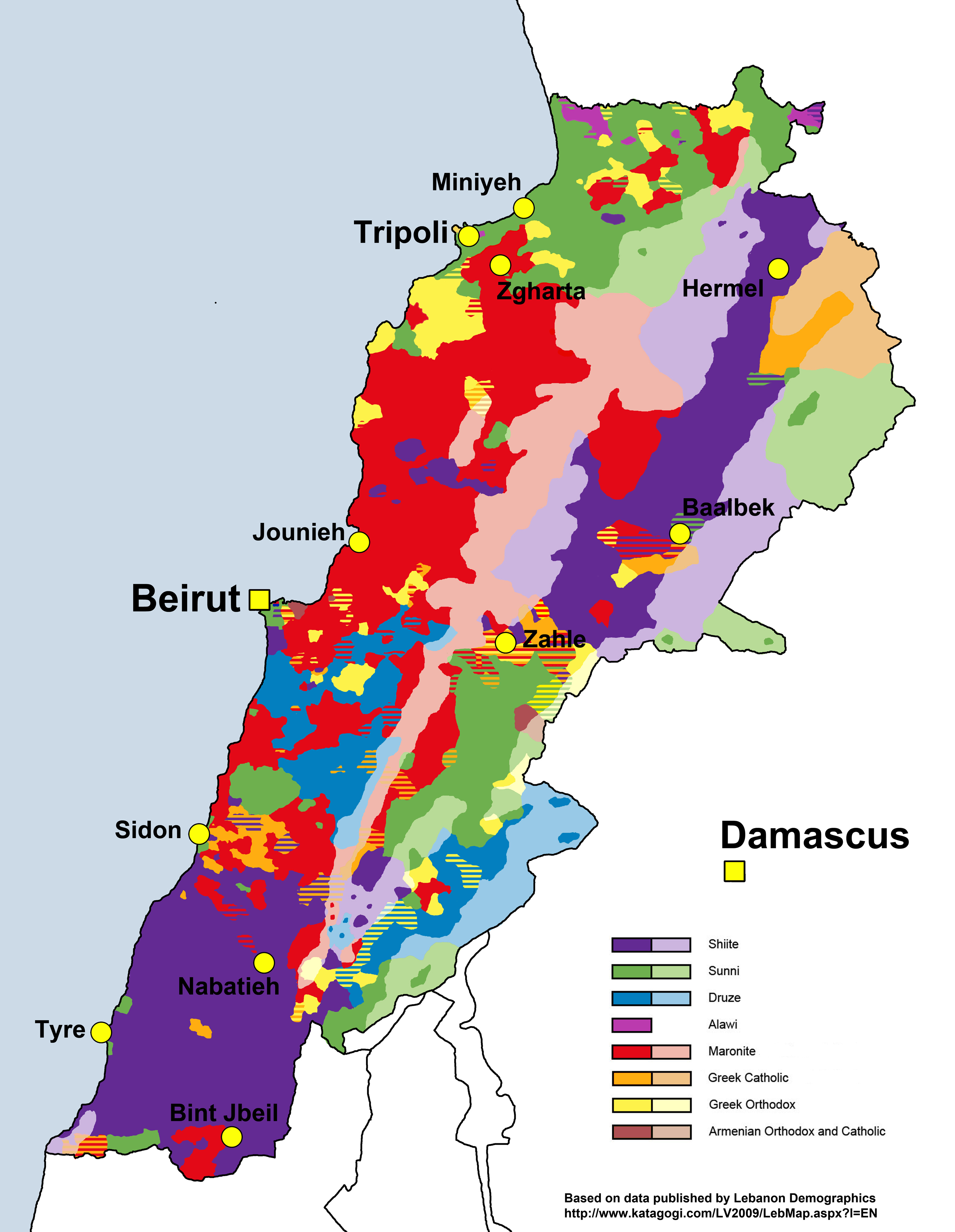
مناطقی که در آن مسیحیان اردتدکس رومی گروه با بیشترین پیروان هستند به رنگ زرد نشان داده شده

مسیحیان ارتدکس رومی لبنانی لبنانی‌هایی هستند که پیروی کلیسای ارتدکس رومی انطاکیه در لبنان اند، که خود از اتوسفالی‌های کلیسای ارتدکس یونانی در کمونیون بزرگتر ارتدکس شرقی مسیحیت است و بزرگترین مذهب در لبنان بعد از مسیحیان مارونی.

تصور می رود مسیحیان ارتدکس یونانی 8% از جمعیت لبنان را تشکیل دهند. بیشتر مسیحیان ارتدکس یونانی در پایتخت بیروت,  منطقه ساحلی شهرستان المتن , ناحیه های  حاصبیا راشیا در جنوب شرق, و  استان شمالی لبنان, در شهرستان کوره  (جنوب  طرابلس) و شهرستان عکار زندگی می کنند. 
بنا بر اجماع توافق نانوشته میثاق وطنی از میان رهبران سیاسی لبنان، نایب رییس پارلمان لبنان و قائم‌مقام نخست وزیر لبنان از مسیحیان ارتدکس یونانی انتخاب می شوند.

## مسیحیان ارتدکس رومی لبنانی سرشناس
| فیروز      | سیرین عبد النور | نسیم نقولا طالب  | ایلی متری  | شارل دباس | آنتون سعاده |
| أسعد حردان | إلیاس المرّ‎      | میشال جورج ساسین | إلیاس خوری |           |             |